# Diu Airport
Diu Airport är en flygplats i Indien.   Den ligger i delstaten Gujarat, i den västra delen av landet, 1 100 km sydväst om huvudstaden New Delhi. Diu Airport ligger 9 meter över havet.
Terrängen runt Diu Airport är mycket platt. Havet är nära Diu Airport åt sydost.  Närmaste större samhälle är Diu, 6,3 km öster om Diu Airport.